# Ша
Ша (фр. Chas) насеље је и општина у централној Француској у региону Оверња, у департману Пиј де Дом која припада префектури Клермон Феран.
По подацима из 2011. године у општини је живело 373 становника, а густина насељености је износила 105,97 становника/km². Општина се простире на површини од 3,52 km². Налази се на средњој надморској висини од 342 метара (максималној 450 m, а минималној 338 m).

## Демографија
| 1962. | 1968. | 1975. | 1982. | 1990. | 1999. | 2011. |
| ----- | ----- | ----- | ----- | ----- | ----- | ----- |
| 201   | 215   | 225   | 215   | 268   | 291   | 373   |

График промене броја становника у току последњих година